# Jack McQuesten
Leroy Napoleon "Jack" McQuesten, (1836–1909), était un Pionnier en Alaska et au Yukon. Il était à la fois un explorateur, un commerçant, un prospecteur. Il a été appelé le Père du Yukon, mais aussi Yukon Jack, Capitaine Jack, et Père de l'Alaska. Il est né à Litchfield, dans le New Hampshire (États-Unis) en 1836.
En 1874 il fonde Fort Reliance, à 6 milles (10 km) de ce qui deviendra plus tard Dawson City. En 1879, il est employé par la Compagnie de la Baie d'Hudson pour s'occuper de leur comptoir. Et en 1893, il fonde Circle en Alaska.
McQuesten a été l'un des premiers blancs à épouser une femme Athabascane. Son nom était Satejdenalno. Elle devint Katherine James McQuesten (1860–1921).
Un affluent du fleuve Yukon porte son nom : la McQuesten River.